# Episodi di Truck Driver (prima stagione)
La prima stagione della serie televisiva Truck Driver è stata trasmessa in anteprima negli Stati Uniti d'America dalla NBC tra il 10 febbraio 1979 e il 5 maggio 1979.
Precedentemente, il 4 ottobre 1978, è stato mandato in onda l'episodio pilota della serie.
| nº | Titolo originale                   | Titolo italiano | Prima TV USA     | Prima TV Italia |
| -- | ---------------------------------- | --------------- | ---------------- | --------------- |
| 0  | The Foundlings                     |                 | 4 ottobre 1978   |                 |
| 1  | Odyssey of the Shady Truth         |                 | 10 febbraio 1979 |                 |
| 2  | Shine On                           |                 | 24 febbraio 1979 |                 |
| 3  | A Coffin with a View               |                 | 10 marzo 1979    |                 |
| 4  | Deadly Cargo                       |                 | 17 marzo 1979    |                 |
| 5  | Never Give a Trucker an Even Break |                 | 24 marzo 1979    |                 |
| 6  | Lobo's Revenge                     |                 | 7 aprile 1979    |                 |
| 7  | The Murphy Contingent              |                 | 14 aprile 1979   |                 |
| 8  | Wheels of Fortune                  |                 | 17 febbraio 1979 |                 |
| 9  | Crackers                           |                 | 28 aprile 1979   |                 |
| 10 | Lobo                               |                 | 5 maggio 1979    |                 |